# Lippisch Ente
L'Ente (anatra in lingua tedesca) fu una costruzione aeronautica di Alexander Lippisch. Era un veleggiatore costruito con ala tipo canard esempio del pionierismo aeronautico: il primo velivolo con propulsione a razzo. Fu anche il primo a non avere un timone di coda convenzionale, non adatto per tale esperimento.

## Storia del progetto
Fritz Stamer fu un pilota collaudatore, divenne il Testpilot per gli esperimenti di Lippisch. Il primo volo del velivolo a razzo avvenne l'11 giugno 1928 in cima al Wasserkuppe. Un primo tentativo fallì. Il velivolo non si sollevò e i razzi bruciarono. Al secondo tentativo, Friedrich Stamer volò per circa 1,5 km. Il lancio avvenne con una fune elastica. I razzi posteriori con 4 kg di combustibile in polvere, azionati dall'abitacolo mediante un congegno elettrico, funzionarono per 30 secondi. Un contrappeso era presente sotto la fusoliera per contrastare il peso del combustibile. Il volo durò solo circa ottanta secondi.
Un terzo tentativo fece esplodere i razzi lesionando il velivolo. Stamer da venti metri di altezza ne uscì illeso, mentre il velivolo bruciò completamente. Non si svolsero altri esperimenti con l'"anatra". Lo scopo degli esperimenti fu quello di creare un sistema di lancio per alianti.
Il progetto fu finanziato da Opel. I razzi erano di Friedrich Wilhelm Sander, con i quali Fritz von Opel fece altri esperimenti di propulsione. Alexander Lippisch sviluppò sotto altra azienda il Messerschmitt Me 163, il primo velivolo di serie con propulsione a razzi. Opel contattò Julius Hatry, con il quale costruì la Rak.1, un altro veleggiatore con lancio mediante razzi.

## Esemplari attualmente esistenti

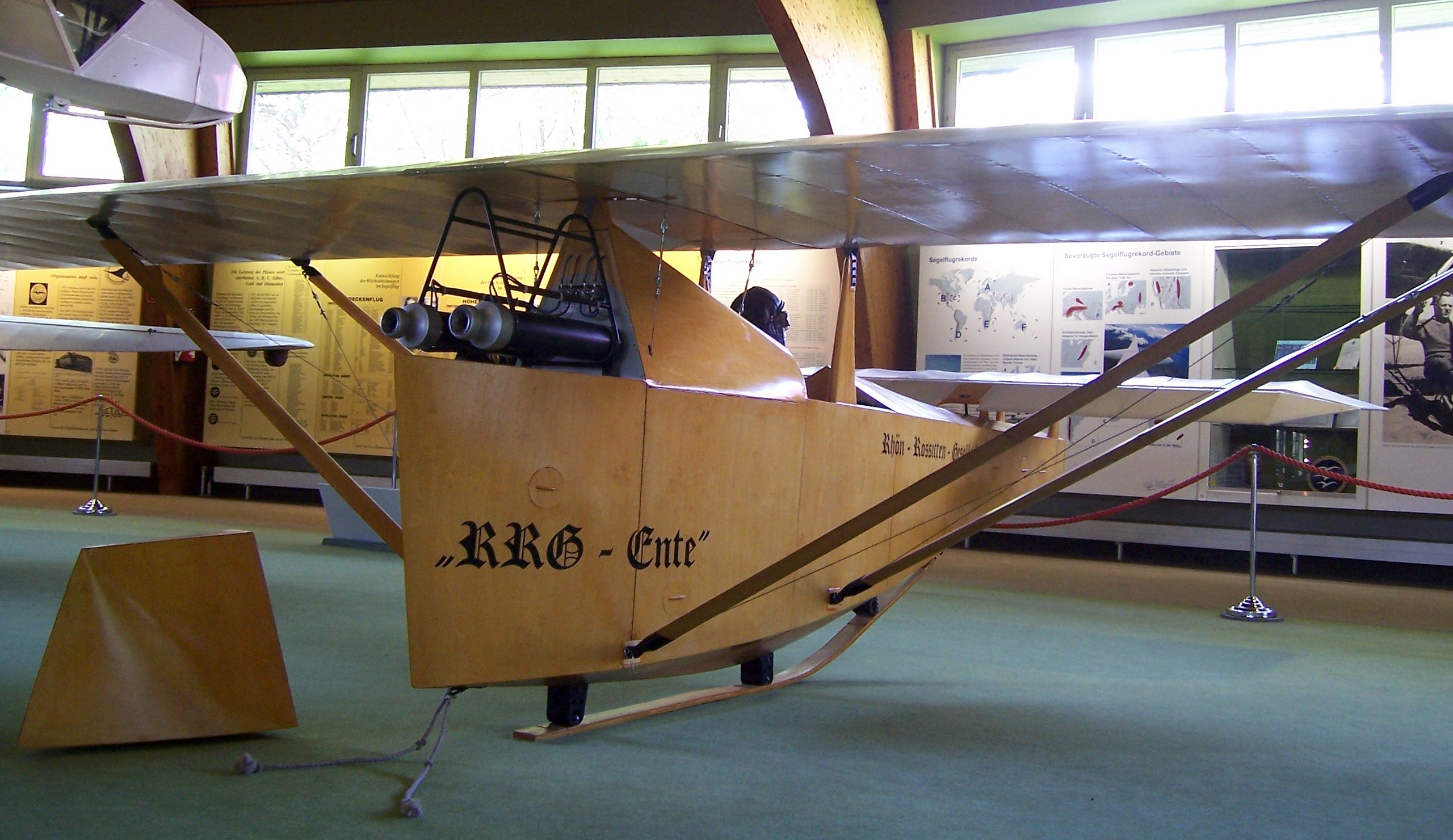
RRG Raketen-Ente presso il Deutschen Segelflugmuseum

I soci del Deutsches Segelflugmuseum di Wasserkuppe nel Rhön hanno, nel settembre del 2007, riprodotto il Lippisch-Ente. La replica è unica al mondo ed è visitabile nel nuovo spazio espositivo dedicato del museo.